# Johann Brokes

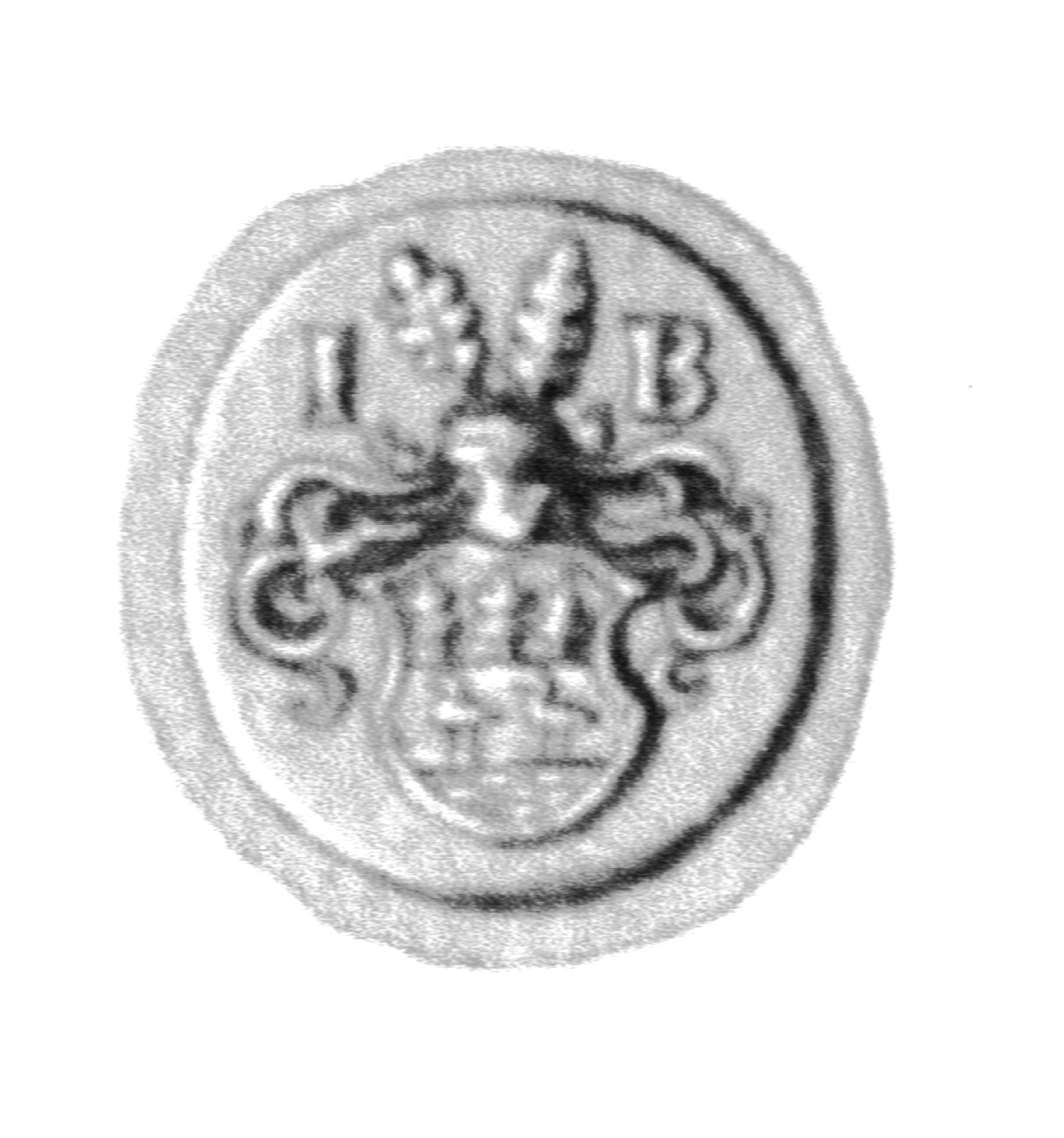
Siegel des Johann Brokes um 1576

Johann Brokes, auch Brockes (* 1513 in Plön; † 29. März 1585 in Lübeck), war ein Admiral und später Bürgermeister der Hansestadt Lübeck.

## Biografie
Brokes war Sohn des Plöner Bürgermeisters gleichen Namens. Er wurde 1564 in den Rat der Stadt gewählt. Nach dem Verlust der Dänisch-Lübischen Flotte 1566 vor Gotland wurde er Nachfolger des dabei ertrunkenen Admirals Bartholomeus Tinnappel als Oberbefehlshaber der dezimierten Flotte. Das damals größte Kriegsschiff Adler von Lübeck wurde 1567 unter ihm zwar in Dienst gestellt, kam aber im Dreikronenkrieg bis zum Frieden von Stettin nicht mehr zum ursprünglich vorgesehenen Kampfeinsatz, da weitere Schiffe und Mannschaften aufgrund der erlittenen Verluste fehlten.
Brokes war in der Zeit von 1573 bis 1578 Kämmereiherr und 1575/76 in diplomatischer Mission am dänischen Hof bei König Friedrich II. in Kopenhagen, um Fragen der Rückgabe der seit 1525 an Lübeck verpfändeten Ostseeinsel Bornholm zu klären.

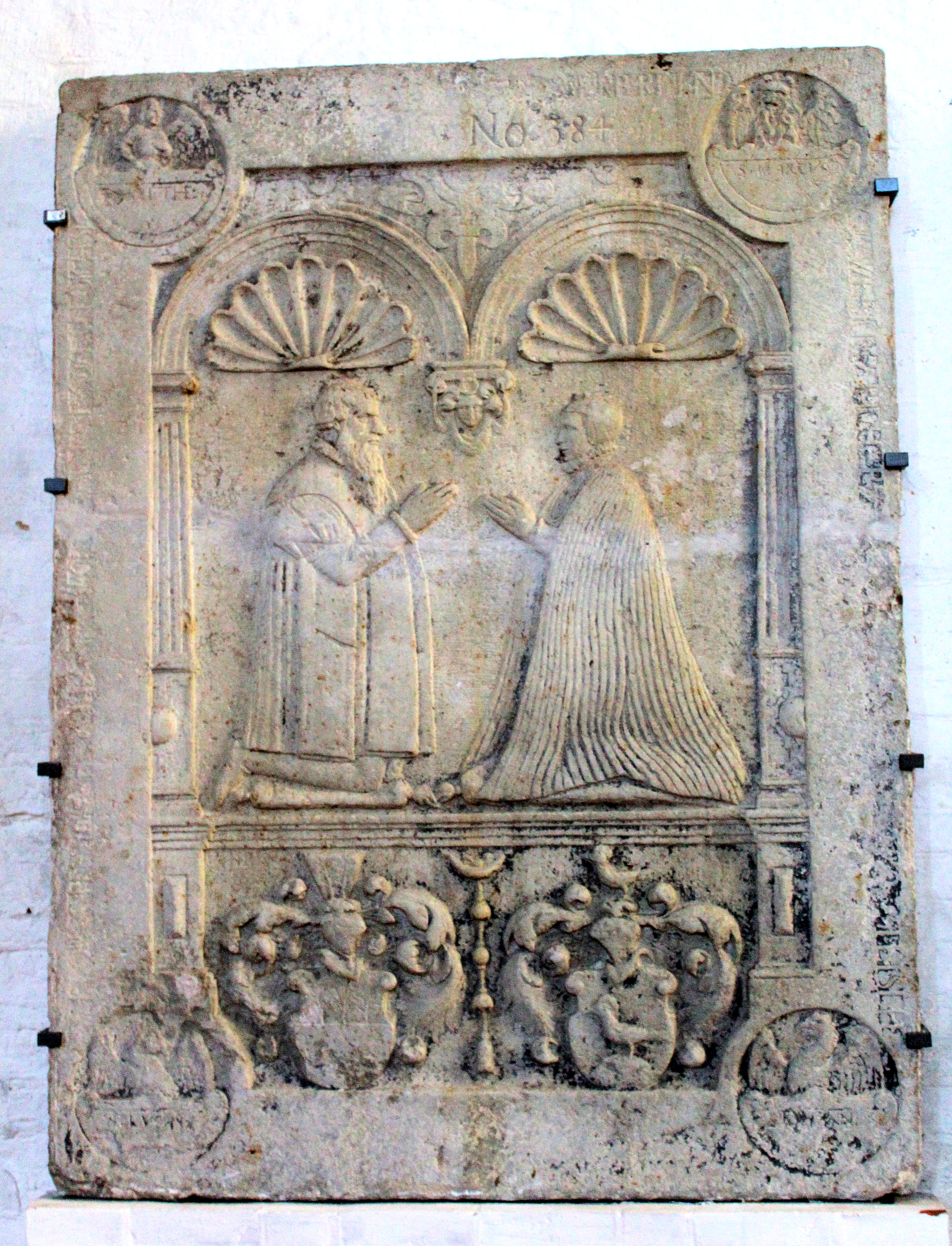
Grabplatte (2018)

Brokes war verheiratet mit Katharina, geb. Köhnen und bewohnte das Haus Mengstraße 6. Sein Zeichen ziert die Lübecker Reichstaler zu 32 Schilling. Er hatte ein Epitaph in der Lübecker Marienkirche. Seine erhaltene, heute im südlichen Seitenschiff aufgerichtete Grabplatte in St. Marien zeigt das einander zugewandte Ehepaar kniend in Muschelnischen und das Familienwappen. Seine Söhne Heinrich und Otto Brokes wurden ebenfalls Bürgermeister der Stadt.